# أنطوان بانو
أنطوان بانو وُلِد في بيروت في 10 تشرين الثاني 1952، وهو سياسي لبناني ولواء متقاعد في القوات المسلحة اللبنانية والقوات الخاصة. مَثَّل التيار الوطني الحر في الانتخابات النيابية ، وفاز في الانتخابات التشريعية اللبنانية 2018. عضو في مجلس النواب اللبناني مُمثلًا للأقليات عن منطقة بيروت الأولى.